# Лауге Кох
Свенд Лауге Кох (дан. Svend Lauge Koch; 5 липня 1892, Калуннборг, Данія — 5 червня 1964, Копенгаген, Данія) — данський геолог, топограф і полярний дослідник. Відомий дослідник Гренландії початку XX століття, та один з основних її картографів. На честь Коха названо мінерал кохіт і Берег Лауге Коха на північному заході Гренландії.

## Життєпис

### Раннє життя
Народився 5 липня 1892 року в Калуннборзі, в сім'ї Карла та Елізабет Кох. На його становлення як вченого великий вплив зробив троюрідний брат батька Йоган Кох — полярний дослідник, учасник кількох гренландських експедицій, очолюваних у тому числі Людвігом Мюліусом-Еріксеном Альфредом Вегенером (в експедиції останнього (1912—1913) по пересіченню Гренландії керував санною партією). Вищу освіту здобув у Копенгагенському університеті, навчання в якому розпочав у 1911 році, у 1920 році отримав диплом магістра, а в 1929 році докторський ступінь, захистивши дисертацію на тему «Стратиграфія Гренландії».

### Кар'єра
Вперше Кох відвідав Гренландію в 1913 році, коли працював асистентом (англ. fieldwork assistant) в районі затоки Діско, і з цього часу дослідження острова стало справою всього його життя. У 1920—1923 роках він очолив першу з багатьох власних експедицій, яку назвав «ювілейною» (англ. Danish Bicentenary Jubilee Expedition) на честь 200-річчя початку діяльності в Гренландії данського місіонера Ганса Еґеде, який започаткував її вивчення. В рамках цієї експедиції відбувся 200-денний санний перехід північним берегом острова. У 1921 році Кох став першою людиною, що ступила на північний і близький до полюса з відомих (до 1996 року) науці островів — Кафеклуббен. До цього, у 1900 році острів побачив (але не висадився на нього) Роберт Пірі. Таку оригінальну назву острову Кох дав на честь неформальної назви місця збору членів геолого-розвідувального данського співтовариства (англ. Geological Survej of Denmark).
З 1923 Кох читав лекції в Європі і США. В 1926 рішенням Адміністрації Гренландії він був призначений головним геологом Гренландії, а з 1932 і аж до самої смерті був членом її Комісії з наукових досліджень.
В 1929 першим висунув гіпотезу, що геологічна будова кристалічних гнейсів Гренландії може бути результатом каледонської складчастості.
У 1930 році данський уряд наділив Коха повноваженнями поліцейського інспектора, юрисдикція якого поширювалася на всіх жителів Гренландії.

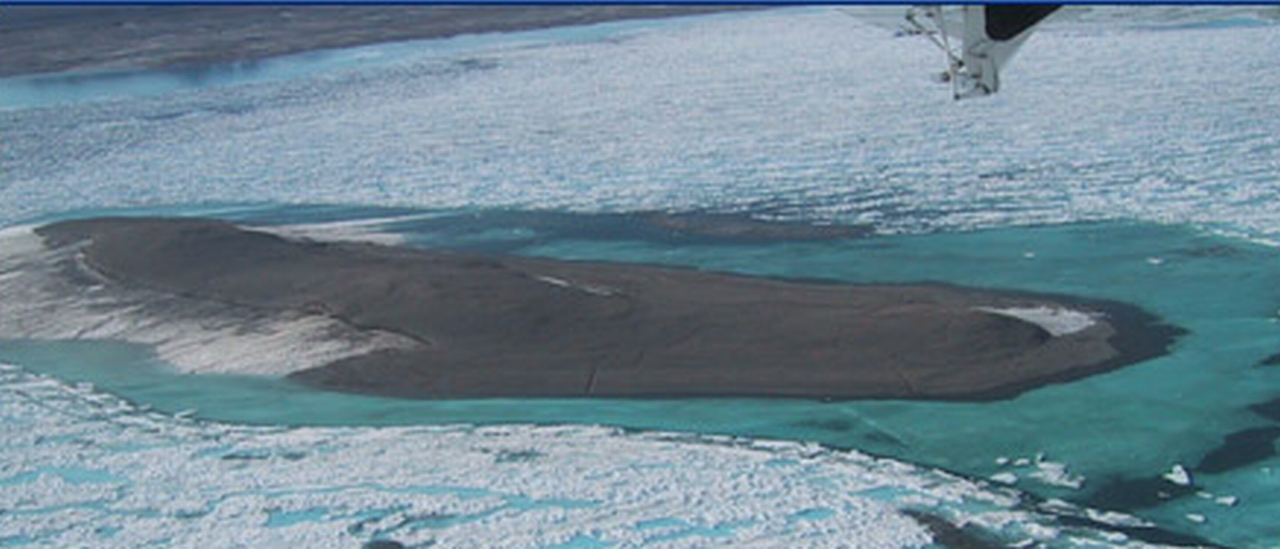
Аерофотознімок острова Каффеклубен, на якому побував Кох

В 1933 Лауге Кох взяв особисту участь у перших польотах над територією острова, які дозволили істотно уточнити і доповнити картографічні дані про район Землі Кронпринца Християна (півострова на півночі Гренландії). В 1935 у співпраці з урядом Ісландії організував трирічну експедицію для дослідження природних багатств цієї країни.
В 1938, після проведеної аєроекспедиції, він спростував припущення (прихильником якого був і сам) про існування суші між Гренландією і Шпіцбергеном. Дані, отримані під час цієї експедиції, дозволили Коху дати переконливе пояснення помилці, допущеної Робертом Пірі, який вважав, що земля, що сьогодні носить його ім'я, є островом.

### Друга світова війна
Друга світова війна змусила Коха перервати в 1940 дослідницьку діяльність, але вже в 1947 він відновив її в повному обсязі, організувавши експедицію з 14 осіб, яка перезимувала в Східній Гренландії.

### Останні роки життя
Кох брав участь у польових дослідженнях аж до 1959 року, завершивши їх у віці 67 років через брак урядових дотацій. В 1960 Базельський університет присвоїв йому ступінь почесного доктора наук, а в 1963 він став почесним доктором наук канадського Університету Макгілла.
Лауге Кох помер від раку в 1964 році в Копенгагені. Похований на цвинтарі в Герсгольмі.

## Нагороди та відзнаки
У 1924 році Кох отримав почесну стипендію від Американського географічного товариства, у 1930 році — медаль Дейлі, а також медаль Вега від Шведського товариства антропології та географії. У 1927 році він був нагороджений золотою медаллю мецената британського Королівського географічного товариства за роботу в Гренландії та медаллю Ганса Егеде королівського данського географічного товариства. У 1949 році він був нагороджений медаллю Мері Кларк Томпсон від Національної академії наук.

## Особисте життя
За своє життя Лауге Кох був принаймні тричі одружений.
Першою його дружиною стала 1924 року шведка Єва Біргіт Кевентер, дочка стокгольмського професора Гуннара Андерсона. У цьому шлюбі народилося троє дітей — Карл (1925), Уве (1926) та Гуннар (1928). Біргіт померла 1933 року.
Через 3 роки після смерті дружини Лауге одружився вдруге, з Улле, донькою шведського посла в Німеччині Арвіда Ріхарта, і в тому ж році народилася їхня дочка Метте. Лаузі та Улла розлучилися у 1940 році.
У 1944 Кох одружився востаннє, з Едіт Марі, донькою Т. Нільсена. У цьому шлюбі не було дітей. Едіт пережила чоловіка і померла через 12 років після нього, 1976 року.
Також Лауге мав одну позашлюбну дитину на ім'я Генрік, яка народилася в 1928 році від контакту з гренландкою з Іттоккортоорміуту.

## Пам'ять

### Кохіт
Кохіт (англ. Kochite) - мінерал з хімічною формулою (Na,Ca)3Ca2(Mn,Ca)ZrTi(Si2O7)2(F,O)4 й відкритий у лужному магматичному комплексі Східної Гренландії названий на честь данського дослідника за його внесок у дослідження Східної частини Ґренландії, регіону, де було відкрито цей хімічний елемент.

### Берег Лауге Коха
Також на честь Лауге названий Берег Лауге Коха - берег на північному заході Гренландії. В історії Гренландії узбережжя було перешкодою для імміграції з північної частини Гренландії до її західної частини.